# Turáns olikheter
Turán's olikheter är en serie olikheter för Legendrepolynom av Pál Turán. Senare har man bevisat ett flertal generalisationer av den.
Om Pn är det nte Legendrepolynomet, är Turán's olikhet
{\displaystyle \,\!P_{n}(x)^{2}>P_{n-1}(x)P_{n+1}(x){\text{ för }}-1<x<1.}
Om Hn, är det nte Hermitepolynomet är Turán's olikhet
{\displaystyle H_{n}(x)^{2}-H_{n-1}(x)H_{n+1}(x)=(n-1)!\cdot \sum _{i=0}^{n-1}{\frac {2^{n-i}}{i!}}H_{i}(x)^{2}>0}
och för Chebyshevpolynom är den
{\displaystyle \!T_{n}(x)^{2}-T_{n-1}(x)T_{n+1}(x)=1-x^{2}>0{\text{ for }}-1<x<1.}